# Rdzawka północna
Rdzawka północna (Turnagra tanagra) – gatunek średniej wielkości ptaka z rodziny wilgowatych (Oriolidae), podrodziny rdzawek (Turnagrinae). Występował na nowozelandzkiej Wyspie Północnej. Ostatni okaz odłowiono, zależnie od źródła, w 1887 lub 1902.

## Taksonomia
Po raz pierwszy gatunek opisał Hermann Schlegel w 1866 na łamach Nederlandsch Tijdschrift voor De Dierkunde. Nadał nowemu gatunkowi nazwę Otagon tanagra. Obecnie (2020) Międzynarodowy Komitet Ornitologiczny umieszcza go w rodzaju Turnagra pod nazwą Turnagra tanagra. Niektórzy autorzy uznawali rdzawkę północną za podgatunek rdzawki południowej (T. capensis). Spreparowane okazy są przechowywane w muzeach w Cambridge, Chicago, Leiden, Liverpoolu, Filadelfii, Tring i Wellington.

## Morfologia
Długość ciała wynosi około 28 cm. Rdzawki północne odróżniały się od południowych jaśniejszym upierzeniem i brakiem pasków na spodzie ciała. Głowa i grzbiet oliwkowobrązowe. Skrzydła i ogon rdzawe, na dwóch środkowych sterówkach widoczny oliwkowy nalot. Gardło białe, pierś i brzuch popielate, przy czym pierś ciemniejsza. Brzuch i pokrywy podogonowe mają żółtawy odcień. Boki ciała oliwkowobrązowe z żółtym nalotem. Dziób i nogi ciemnobrązowe, tęczówka żółta. Osobniki młodociane wyróżniały się rdzawą głową i przepaską na piersi.

## Zasięg występowania
Rdzawki północne zasiedlały Wyspę Północną (Nowa Zelandia).

## Ekologia i zachowanie
Rdzawka północna jest mniej poznanym gatunkiem niż rdzawka południowa. Przyczynić się do tego mogło późne jej opisanie i niepodanie miejsca odłowienia holotypu. Większość informacji o ekologii i zachowaniu rdzawek północnych dostarczył Walter Buller (1887–1888), który w 1869 opisał rdzawkę północną (ignorując pierwszy opis Schlegla). Wiadomo, że ptaki zamieszkiwały lasy, przebywały głównie w podszycie. Żywiły się bezkręgowcami i jagodami. W. P. Mead (1950) odnotował, że rdzawki północne były ciekawskie i uległe. Wspomniał, że po zabiciu dzikiej świni przylatywały zainteresowane na miejsce, odlatywały, gdy tylko zostały zauważone, ale jeszcze kilkukrotnie powracały popatrzeć. Odzywały się płaczliwym gwizdem pio-pio, stąd angielska nazwa rdzawek (Piopio). Brak informacji o rozrodzie.

## Status
IUCN uznaje rdzawkę północną za gatunek wymarły (EX, Extinct). Prawdopodobnie wymarły po 1955; jedno niepotwierdzone doniesienie pochodzi z marca 1970. Kiedy na Nową Zelandię przybyli Europejczycy, rdzawki północne były jeszcze pospolite. Wkrótce ich populacja zaczęła się przetrzebiać i ptaki te do 1892 niemal zniknęły. Ostatnie okazy pozyskano w 1887. Możliwe obserwacje miały miejsce w 1938, 1946, 1952 i 1955. Ostatnia z niepotwierdzonych obserwacji zdarzyła się w marcu 1970, kiedy to miano zaobserwować dorosłego ptaka karmiącego młode. Prawdopodobnie rdzawki północne wymarły z tych samych przyczyn, co południowe – do wymarcia przyczyniło się wylesianie wyspy oraz drapieżnictwo ze strony wprowadzonych na wyspy zdziczałych psów, kotów, szczurów i łasic.